# Cuphea kuhneorum
Cuphea kuhneorum är en fackelblomsväxtart som beskrevs av Alicia Lourteig. Cuphea kuhneorum ingår i släktet blossblommor, och familjen fackelblomsväxter. Inga underarter finns listade i Catalogue of Life.